# Erucastrum gallicum
 (août 2023).
La mise en forme du texte ne suit pas les recommandations de Wikipédia : il faut le « wikifier ».
Les points d'amélioration suivants sont les cas les plus fréquents. Le détail des points à revoir est peut-être précisé sur la page de discussion.
- Les titres sont pré-formatés par le logiciel. Ils ne sont ni en capitales, ni en gras.
- Le texte ne doit pas être écrit en capitales (les noms de famille non plus), ni en gras, ni en italique, ni en « petit »…
- Le gras n'est utilisé que pour surligner le titre de l'article dans l'introduction, une seule fois.
- L'italique est rarement utilisé : mots en langue étrangère, titres d'œuvres, noms de bateaux, etc.
- Les citations ne sont pas en italique mais en corps de texte normal. Elles sont entourées par des guillemets français : « et ».
- Les listes à puces sont à éviter, des paragraphes rédigés étant largement préférés. Les tableaux sont à réserver à la présentation de données structurées (résultats, etc.).
- Les appels de note de bas de page (petits chiffres en exposant, introduits par l'outil «  Source ») sont à placer entre la fin de phrase et le point final[comme ça].
- Les liens internes (vers d'autres articles de Wikipédia) sont à choisir avec parcimonie. Créez des liens vers des articles approfondissant le sujet. Les termes génériques sans rapport avec le sujet sont à éviter, ainsi que les répétitions de liens vers un même terme.
- Les liens externes sont à placer uniquement dans une section « Liens externes », à la fin de l'article. Ces liens sont à choisir avec parcimonie suivant les règles définies. Si un lien sert de source à l'article, son insertion dans le texte est à faire par les notes de bas de page.
- La présentation des références doit suivre les conventions bibliographiques. Il est recommandé d'utiliser les modèles {{Ouvrage}}, {{Chapitre}}, {{Article}}, {{Lien web}} et/ou {{Bibliographie}}. Le mode d'édition visuel peut mettre en forme automatiquement les références.
- Insérer une infobox (cadre d'informations à droite) n'est pas obligatoire pour parachever la mise en page.

Pour une aide détaillée, merci de consulter Aide:Wikification.
Si vous pensez que ces points ont été résolus, vous pouvez retirer ce bandeau et améliorer la mise en forme d'un autre article.
Espèce
Classification phylogénétique
Synonymes
- Brassica bracteata Janka
- Brassica erucastrum var. ochroleuca Gaudin
- Brassica gallica (Willd.) Druce
- Brassica gallica (Willd.) G.H.Loos
- Brassica ochroleuca (Gaudin) Soy.-Will.
- Brassica pollichii (Schimp. & Spenn.) Shuttlew.
- Brassicaria bracteata (Gren. & Godr.) Gillet & Magne
- Crucifera pollichii (Schimp. & Spenn.) E.H.L.Krause
- Diplotaxis bracteata Gren. & Godr.
- Erucastrum inodorum Rchb.
- Erucastrum pollichii Schimp. & Spenn.
- Erucastrum vulgare Endl.
- Hirschfeldia gallica (Willd.) Fritsch
- Hirschfeldia pollichii (Schimp. & Spenn.) Fritsch
- Kibera gallica (Willd.) V.I. Dorof.
- Sisymbrium erucastrum Gouan
- Sisymbrium gallicum Willd.
- Sisymbrium hirtum Host
- Sisymbrium irio var. gallicum (Willd.) DC.

Erucastrum gallicum (en français : érucastre de France), est une espèce de plante à fleurs de la famille des Brassicacées (ou Crucifères).

## Distribution
On la trouve en Eurasie et notamment en France. Elle a été introduite en Amérique du Nord.

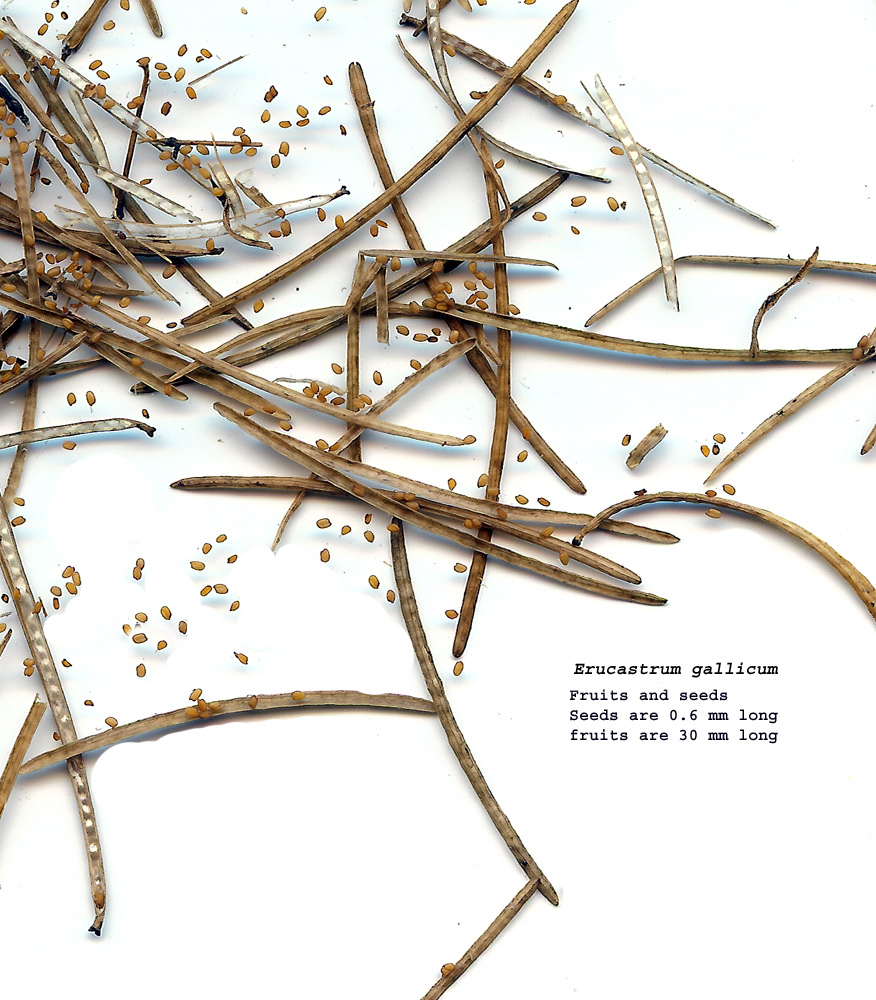
Siliques et graines.

## Publication originale
- Schulz O.E., 1916. Botanische Jahrbücher für Systematik, Pflanzengeschichte und Pflanzengeographie. Leipzig 54(Beibl. 119):56. 1916.